# Кућа Здравка Ђурића
Кућа Здравка Ђурића се налази у Београду, на територији градске општине Стари град. Подигнута је 1934. године и представља непокретно културно добро као споменик културе.
Стамбена зграда је подигнута према пројекту архитекте Бранислава Којића. Просторно решење грађевине заснива се на слободном обликовању основе и рационалном компоновању простора. Приземна зона, решена у виду масивног постамента, олакшана је великим прозорским површинама излога дућана, док су горњи спратови знатно слободније обрађени. Затворени кубични волумен зграде олакшан је јасно издвојеним прозорским отворима и угаоним балконима. Примена вертикалног низа округлих прозора, кровне терасе и постоља за заставу спада у стандардне елементе модерног архитектонског речника. Складан однос маса остварен је међусобним прожимањем вертикала и уједначеног ритма прозора и хоризонталних линија балконских ограда.
Годину дана након подизања, зграда др Ђурића награђена је признањем за најлепшу фасаду, чиме је постала узор архитектама модерног правца у пројектовању стамбених зграда. По својој оригиналности и квалитету архитектонске обраде она спада међу важнија Којићева остварења изведена у модерном духу и представља један од антологијских примера зрелог београдског модернизма између два рата.